# Гуарана (енергетско пиће)
Гуарана је енергетско пиће које производи Књаз Милош а.д. Симбол напитка је сова, а слоган који га прати је „Нема спавања” (енгл. No sleep). Поред „обичне“, тренутно су у понуди Гуарана мохито, афродизијак, ајсбрејкер (енгл. icebreaker) и кактус и лубеница.

## Порекло имена
Напитак је своје име добио по биљци гуарана која расте у Венецуели и Бразилу. Сама биљка је добила назив по племену Гварани, које настањује те пределе и које је познато по конзумирању (жвакању) семена биљке.

## Састав и дејство
Гуарана је безалкохолно енергетско пиће, чија енергија долази из следећих састојака: кофеина, таурина, витаминске мешавине, шећера, лимунске киселине и карамела. Главни састојак Гуаране је кофеин, који узрокује поменуто енергетско дејство. 